# Anne May

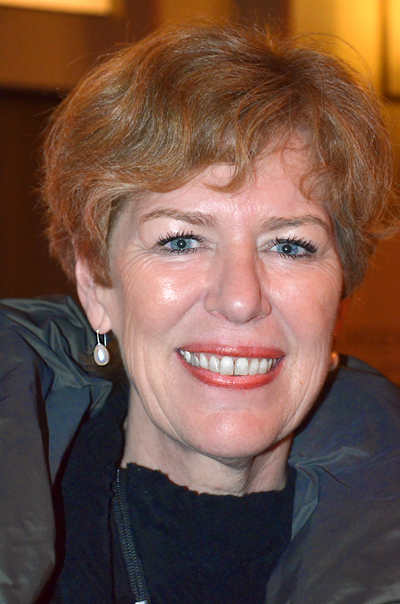
May no início de 2016 na recepção de Ano Novo da capital do estado Hanôver na nova Câmara Municipal da cidade.

Anne May (nascida em 11 de novembro de 1961) é uma estudiosa literária e bibliotecária alemã. Ela é a directora da Gottfried Wilhelm Leibniz Bibliothek – Niedersächsische Landesbibliothek (GWLB) em Hanôver.

## Vida
May cresceu em Damme, na Baixa Saxónia, e estudou literatura e ciências educacionais na Universidade de Osnabrück, tendo depois trabalhado por um ano numa pequena livraria em Damme. Depois disso, ela tornou-se bibliotecária e completou o seu estágio, primeiro na Biblioteca da Universidade Oldenburg, onde criou o seu primeiro site e um catálogo online, e depois de 1992 a 1993 na Niedersächsische Landesbibliothek Hannover.
Posteriormente, May foi, inter alia, especialista em disciplinas de pedagogia, psicologia, economia e desporto na Biblioteca Universitária de Paderborn e desde 1999 assistente de biblioteca no Ministério da Ciência e da Cultura da Baixa Saxónia em Hanôver.
De 2002 a 2015, May trabalhou como Directora Adjunta da Biblioteca de Informações Técnicas e Biblioteca da Universidade de Hanôver (TIB/UB), e em janeiro de 2106 substituiu Georg Ruppert como directora da Biblioteca Gottfried Wilhelm Leibniz.
May é casada, tem uma filha e mora num vilarejo perto de Seelze.